# La Fiancée venue de l'autre monde
Pour plus de détails, voir Fiche technique et Distribution.
La Fiancée venue de l'autre monde (Жених с того света, Zhenikh s togo sveta) est un film soviétique réalisé par Leonid Gaïdaï, sorti en 1958,.

## Fiche technique
- Photographie : Leonid Kraïnenkov
- Musique : Arno Babadjanian
- Décors : Roza Satunovskaia
- Montage : P. Tchetchetkina